# Mesilim

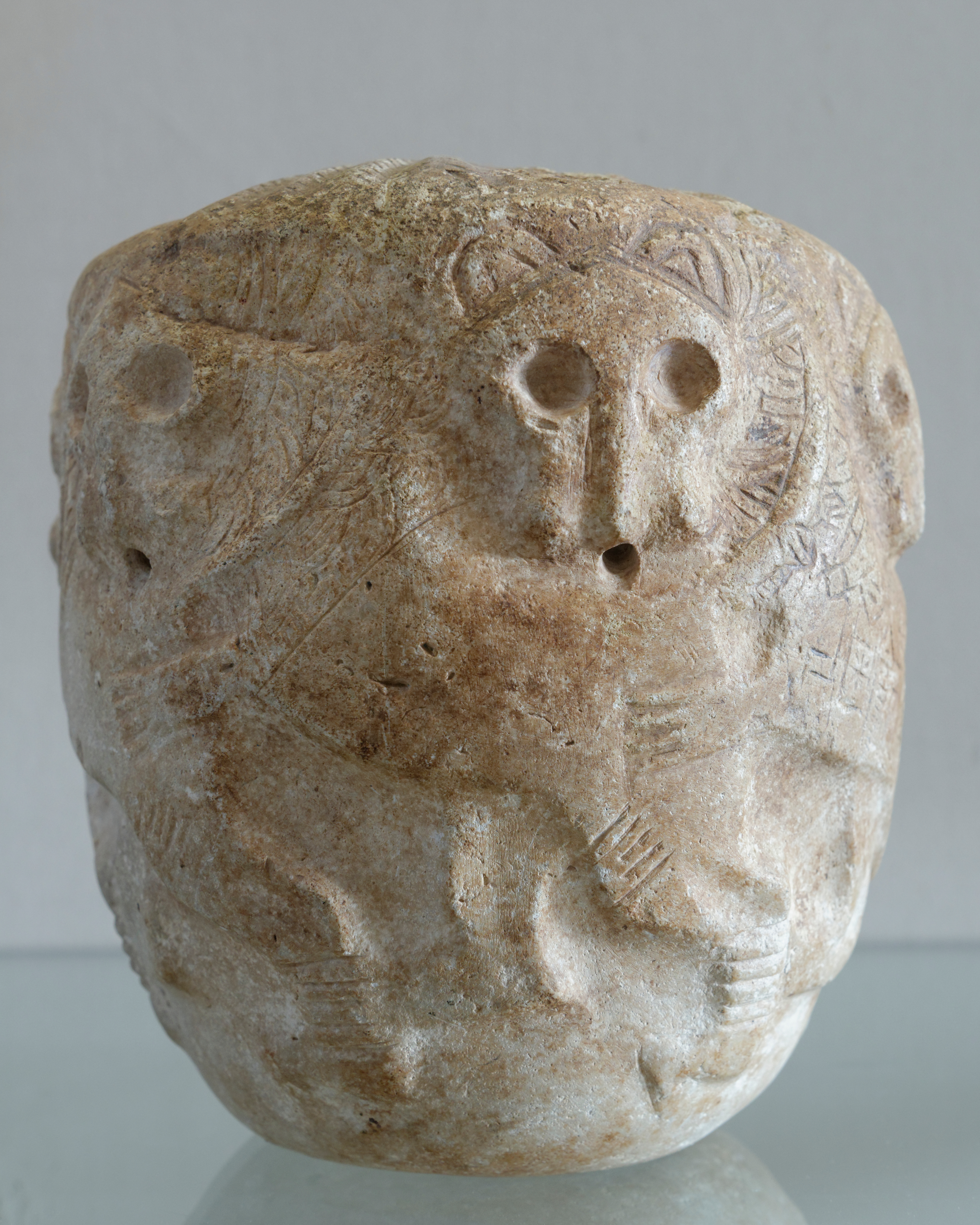
Keulenkopf von Mesilim, König von Kiš, Votivgave aus Girsu Louvre AO2349

Mesilim, auch Mesalim, (um 2450 v. Chr.). war ein König von Kiš. Er wird jedoch nicht in der sumerischen Königsliste erwähnt. Durch Votivgaben und Tempelbauten, die mit seinem Namen verbunden sind, ist Mesilim einer der ersten Könige in Mesopotamien, die durch eigene Inschriften bekannt sind. Wie seine Inschriften aus Girsu und Adab zeigen, übte Mesilim eine Art Hegemonie zumindest über weite Teile des südlich von Kiš gelegenen Sumer aus.

## Mesilim-Stil

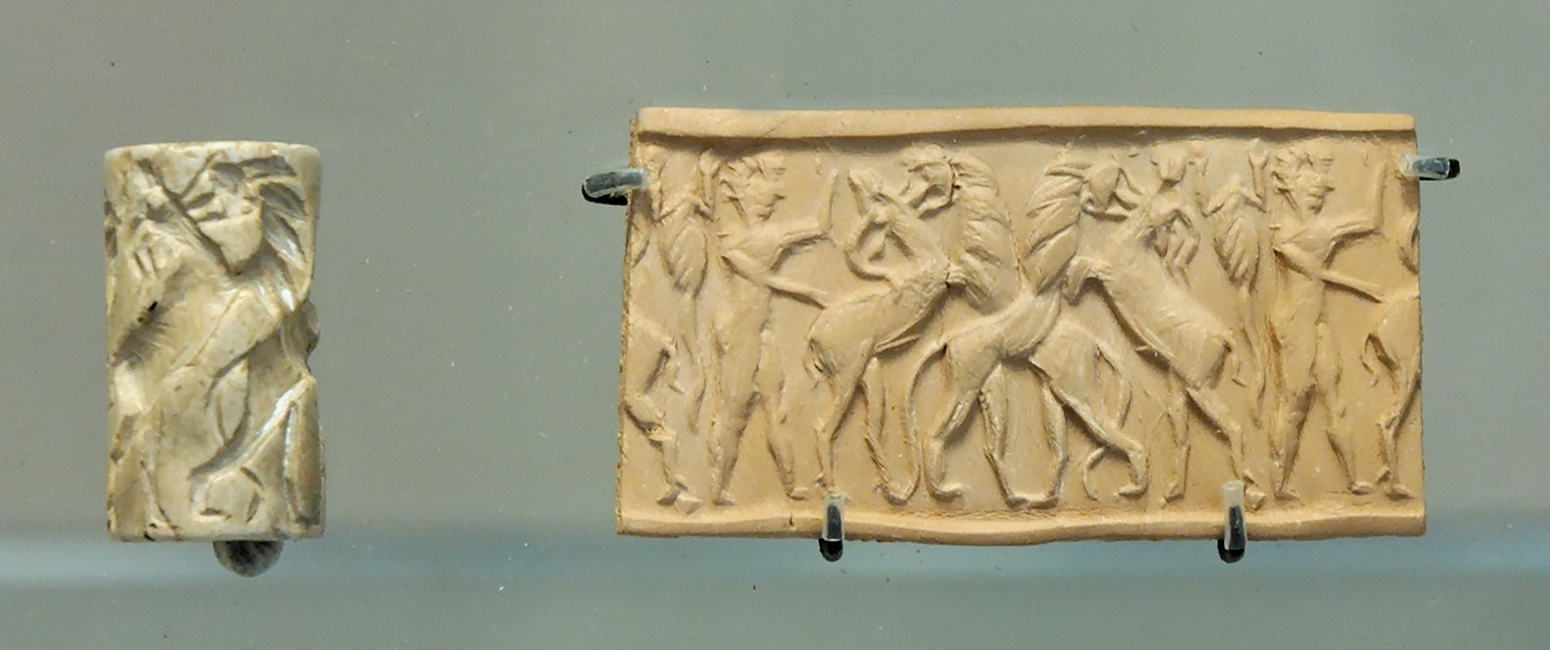
Rollsiegel im Mesilim-Stil